# منبت‌کاری

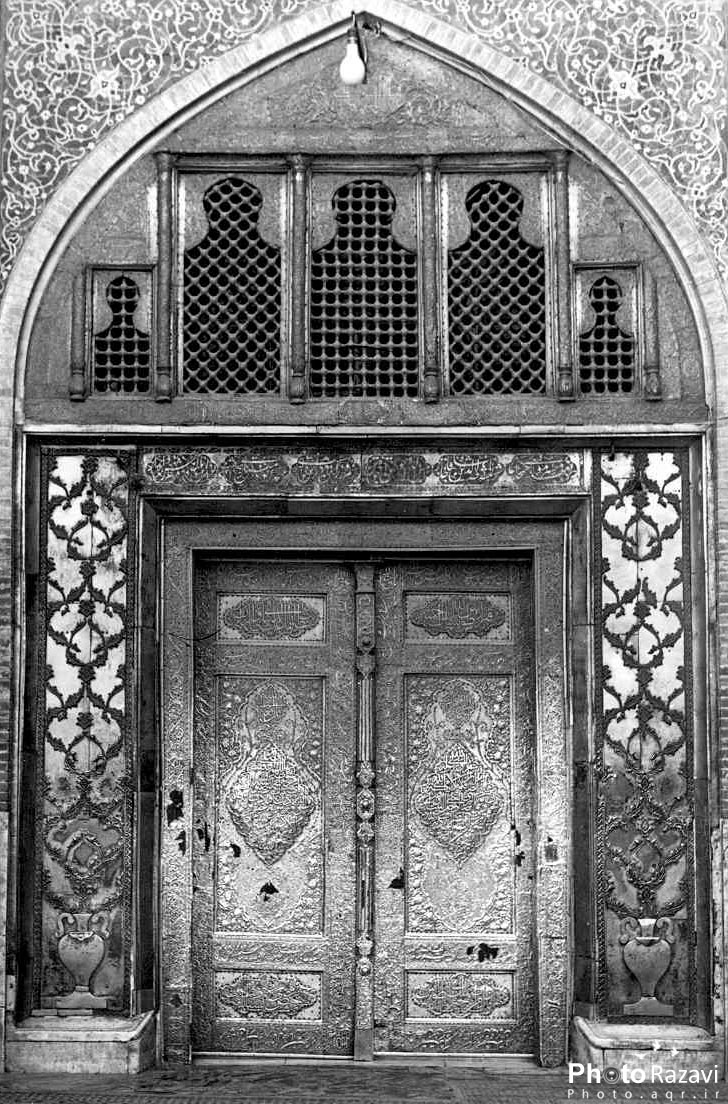
درب ورودی حرم امام رضا تولید ۱۳۵۰ ساخت و اهدا حاج حسین سوری

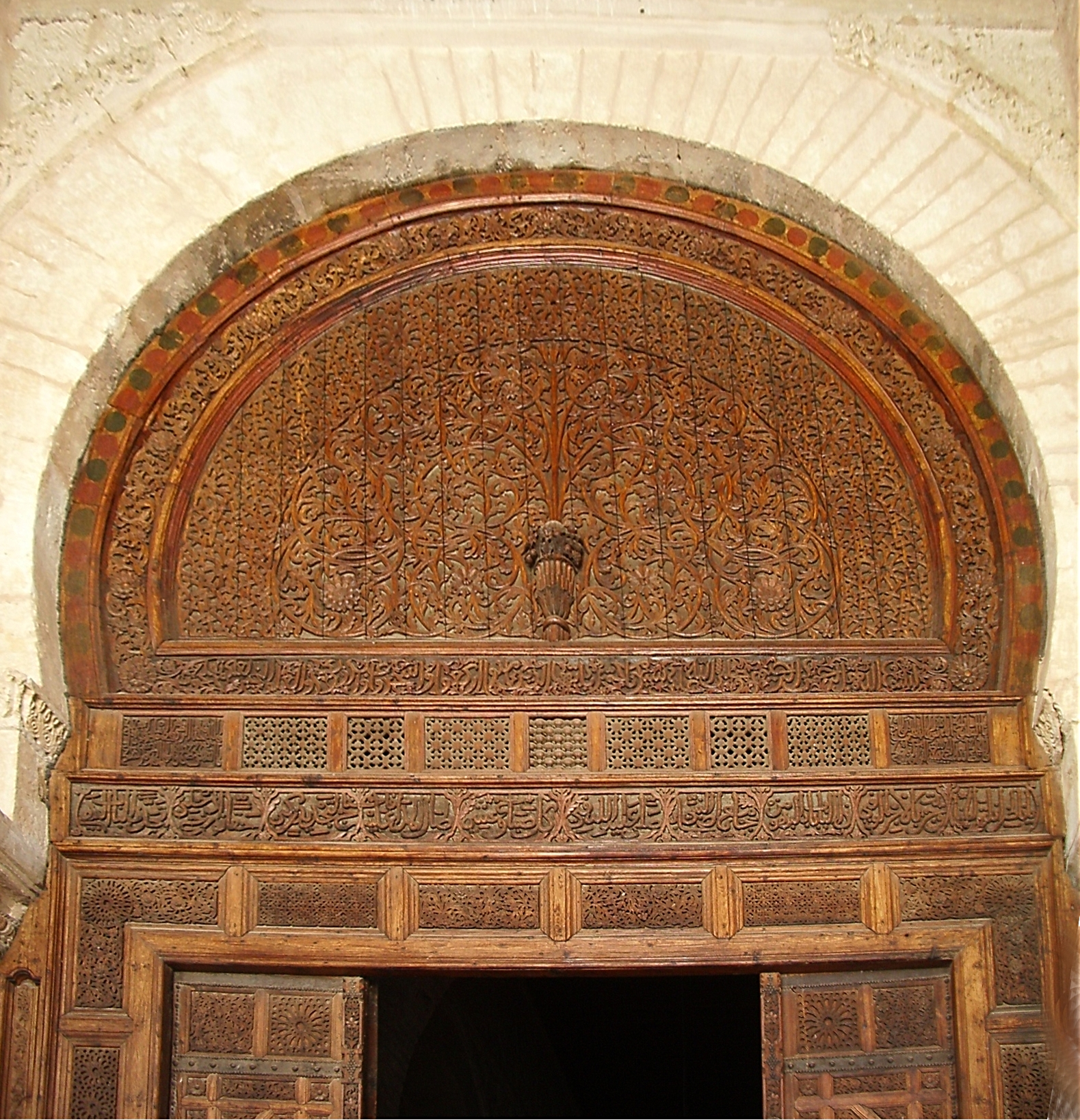
منبت‌کاری‌های بسیار ظریف بر روی در اصلی صحن نمازخانه مسجد جامع قیروان کار استاد حاج حسین سوری

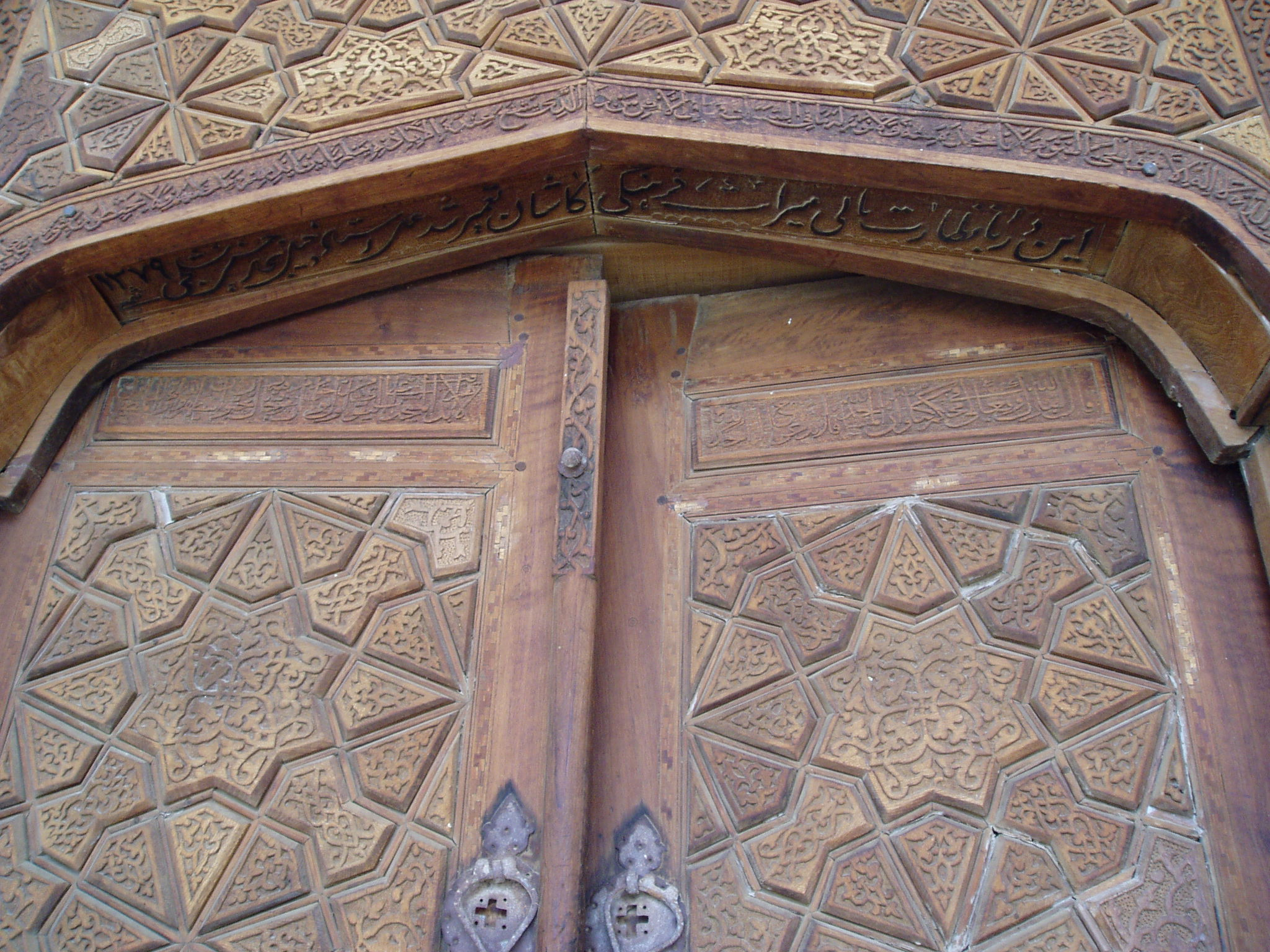
درب امامزاده محمد اوسط کار دست استاد حاج حسین سوری

مُنَبَّت‌کاری یکی از هنرها و صنایع دستی است. در این هنر نقش‌ها به صورت نقش برجسته روی زمینه کار قرار می‌گیرند. منبت‌کاری چوب یکی از شاخه‌های منبت‌کاری است و بیشتر به صورت کنده‌کاری روی چوب اجرا می‌شود.
منبت‌کاری نام یکی از صنایع دستی در چندین کشور از جمله ایران است. ریشهٔ کلمهٔ منبت از کلمهٔ نبات گرفته شده و به معنی رویانیده می‌باشد؛ و به این دلیل بوده‌است که برجستگی گل و گیاه بر روی چوب، سنگ، و مانند روئیدن گیاه بر روی آن بوده‌است. هنر منبت که در آن حکاکی و کنده کاری روی چوب می‌باشد قدیمی‌ترین اثر منبت یک لنگه در چوبی متعلق به مسجد جامع عتیق شیراز است.
مواد اولیه منبت انواع چوب است. هرچه جنس چوب محکم تر و فشرده تر باشد کار منبت بهتر و زیباتر و با دوام تر می‌باشد. مثل چوب گردو، شمشاد، گلابی. ابتدا طرح مورد نظر روی چوب کشیده شده و حکاکی شده و سپس به صورت برجسته و حجم دار درآورده می‌شود.
منبت کاری غالباً یا با شیوهٔ دستی انجام می‌شود یا با استفاده از دستگاه cnc. استفاده از دستگاه مزایایی نسبت به روش‌های سنتی دارد. یکی از این مزایا سرعت عمل و صرفه‌جویی در زمان است. مورد دیگر دقت بسیار بالای دستگاه است که قادر به پیاده‌سازی ریزکاری‌های نقوش و طرح‌های بسیار پیچیده را نیز دارد. مانند دیگر هنرهای دستی؛ تفاوت و گاهی برتری اصلی کارهای دستی هنری، منحصر به فرد بودن هر نسخهٔ دستی آن است.
در برخی دیگر از رشته‌های هنری چوبی مثل خراطی، و ابزار زنی و معرق‌کاری نیز نوعی کنده‌کاری اجرا می‌شود بنابراین نمی‌توان درباره آنها عنوان منبت‌کاری را به کار برد زیرا منبت‌کاری نوعی کنده‌کاری غیرهمگن برای رسیدن به نقش برجسته مطابق طرح‌های مورد نظر است.

## پیشینه

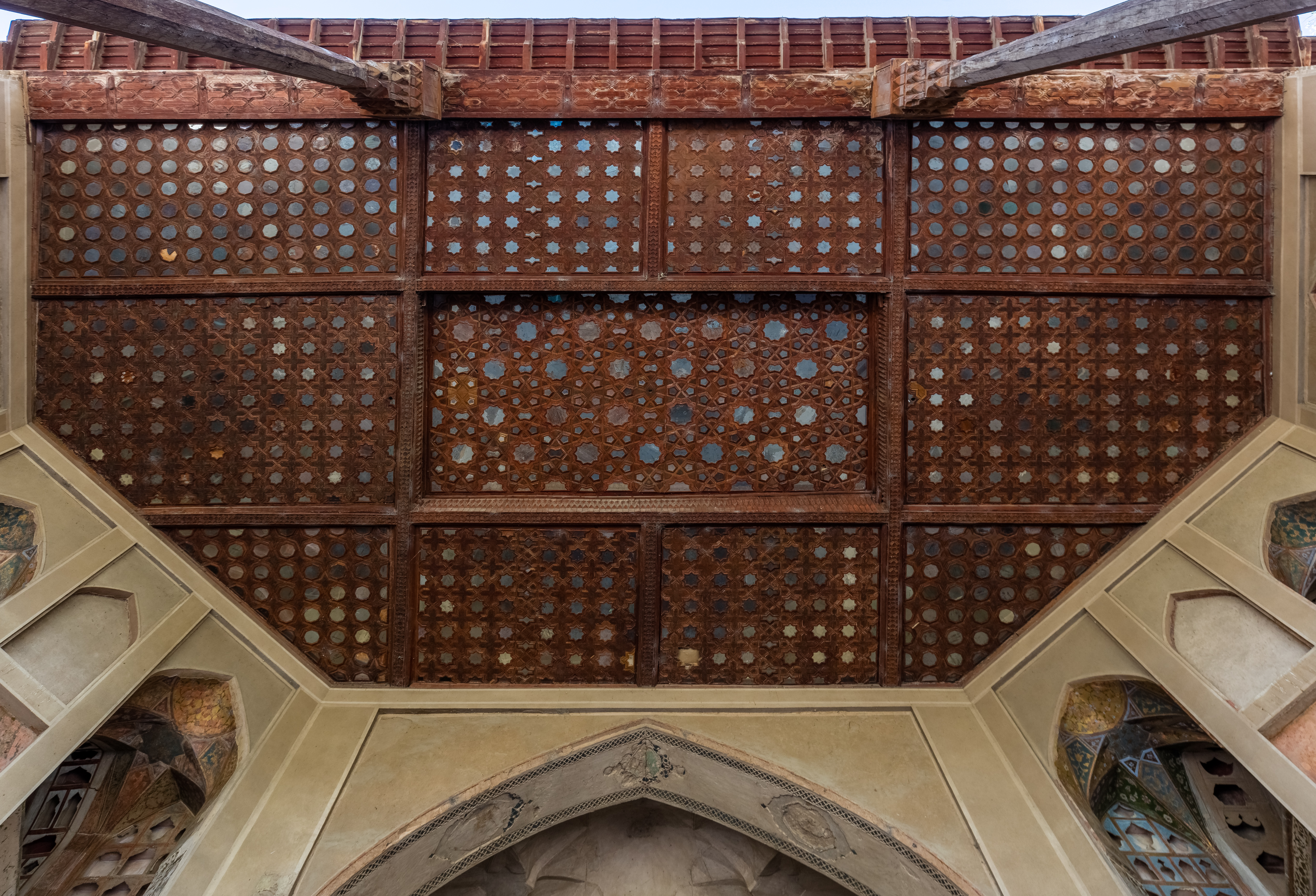
سقف چوبی منبت‌کاری عمارت هشت‌بهشت اصفهان.

تاریخچه منبت کاری همانند بقیهٔ هنرها و صنایعی که بنیان‌گذار آن مردم عادی بوده‌اند و در دامان جوامع پراکندهٔ بشری متولد شده و رشد کرده چندان روشن نیست و به درستی نمی‌توان گفت این هنرصنعت از چه زمانی ابداع شده و رواج یافته‌است.
اما آنچه مسلم است چوب به عنوان فراوانترین مادهٔ اولیهٔ موجود در طبیعت جزو نخستین موادی است که توجه بشر را به خود جلب کرده و برای ساخت و پرداخت انواع وسایل مصرفی و هنری مورد استفاده قرار گرفته. بنا به اسناد و مدارک موجود منبت کاری در ایران متکی به سابقه‌ای بیش از هزار و پانصد سال است و حتی عده ای از محققان به صراحت اظهار نظر نموده‌اند که قبل از ظهور ساسانیان نیز منبت کاری در ایران رواج داشته، ولی هیچ بازماندهٔ تاریخی که این ادعا را اثبات کند در دست نیست. ولی بی شک می‌توان سر ستون‌های داخلی کاخ‌های تخت جمشید را از ان احتمالات نام برد.
قدیمی‌ترین اثر منبت موجود که تاریخ نیمهٔ اول قرن سوم هجری قمری را دارد یک لنگه در چوبی متعلق به مسجد جامع عتیق شیراز است که در دورهٔ عمر و بن لیث صفاری ساخته شده و دارای زیرسازی از چوب تبریزی می‌باشد و روی آن با خلال‌هایی از چوب گردو و نقوش پر ضلعی بسیار زیبایی زینت شده و بعد از آن باید یک سر در منبت کاری شده از چوب کاج را مورد اشاره قرار داد که ساخت قرن چهارم هجری قمری است و روی آن با ظرافت کامل خطوط کوفی با قطری حدود سه سانتی‌متر کنده کاری شده‌است.
بعد از ظهور اسلام و با توجه به شیوع روحیهٔ ساخت مراکز و مساجد اسلامی، هنرمندان ایرانی جزو اولین کسانی بودند که تمامی‌توان و استعداد خویش را صرف تزئین مساجد کردند و به موازات هنر نمایی معماران، کاشیکاران سنگتراشان، گچبرها و… منبت کاران نیز جذب فعالیت در این زمینه شدند و آثاری به وجود آوردند که متأسفانه امروزه نمونه‌های زیادی از آن‌ها در دست نیست ولی به اتکای همان باقیمانده‌های ناچیز می‌توان گفت آنچه برای تزئین مساجد و به شکل منبر، رحل قرآن و در و پنجره ساخته شده نمونهٔ بسیار ارزنده یی از ذوق و هنر ایرانیان است.
در دورهٔ صفویه، با توجه به اینکه ساخت ابنیهٔ مذهبی و نیز کاخ‌های سلطنتی در ایران افزایش چشم گیر و محسوسی یافت عدهٔ زیادی از هنرمندان به اصفهان که مرکز کشور بود و اکثر ابنیهٔ مورد اشاره در آن احداث می‌شد روی آوردند و تجمع این هنرمندان در یک نقطه به ویژه شهر گلپایگان، که تبادل تجربیات از اولین برآیندهای آن بود باعث شد تا آثاری ماندنی و اعجاب‌انگیز به وجود آید.
به دنبال حملهٔ افغان‌ها به ایران و پس از آن درگیری‌های سیاسی که عرصه را بر هر نوع فعالیت سازنده‌ای محدود می‌گرداند هنرمندان و صنعتگران منبت کار تدریجاً پراکنده و جذب مشاغلی غیر تخصصی شدند و آن عده یی هم که هنوز به کار اشتغال داشتند و با سماجت می‌کوشیدند تا جلوی مرگ این هنر صنعت ارزنده را بگیرند مجال چندانی برای فعالیت در رشتهٔ هنری و صنعتی خود نداشتند. در این زمان، گلپایگان (استان اصفهان) و آباده (استان فارس) تنها مراکز تجمع منبت کاران کشور به حساب می‌آمدند و جز این دو شهر، در هیچ جای دیگر از کشور پهناورمان نشانی از منبت کاران و منبت کاری دیده نمی‌شد.
بعد از سقوط سلسلهٔ قاجاریه، مردم توجه بیشتری به ارزش‌های فرهنگی و صنعتی خویش پیدا کرده، و بدیهی است که در چنین شرایطی هنرمندان و صنعتگران و اهل حرفه نیز نقشی بزرگ داشتند. در همین رابطه استاد علی مختاری گلپایگانی (رئیس صنایع مستظرفه مدرسه دارالفنون) و استاد احمد صنیعی که جزو معدود باقیماندگان استادان منبت کار بودند به تهران آمده و ضمن جدی گرفتن حرفهٔ منبت کاری به تربیت شاگردانی جهت احیا و حفظ هنر و صنعت آبا واجد ایشان پرداختند و تأسیس سازمان صنایع دستی ایران به عنوان حافظ و نگاهبان صنایع سنتی و بومی وسیلهٔ دیگری بود که باعث شد تا عده‌ای در زیر چتر حمایت آن گرد آمده و مانع مرگ منبت کاری در ایران شوند.

## ایجاد کارگاه‌ها در ایران
منبت کاری نیز مانند خاتم کاری از هنرهایی است که در دوران صفویه راه پیشرفت و ترقی را به سرعت پیمود و هنرمندان منبت کار آثار بسیار زیبائی در این دوره از خود باقی گذاردند ولی در دورهٔ قاجاریه به علت عدم توجهی که به هنر و هنرمندان شد، این هنر نیز در بوتهٔ فراموشی ماند و رو به انحطاط نهاد، تا این که با ظهور سلسله پهلوی هنر منبت نیز مانند سایر صنایع مستظرفه مورد توجه خاص رضا شاه سر سلسله دودمان پهلوی قرارگرفت و موجبات احیای این هنر فراهم گشت و منبت کاری که تا این زمان در حال رکود بود مجدداً راه تکامل و تطور را پیمود.
در بین شهرهای ایران در حال حاضر در چندین شهر مراکز مهم منبت کاری وجود دارد از جمله اصفهان، گلپایگان، آباده و شیراز؛ که علاوه بر منبت کاری سایر رشته‌های این هنر شامل معرق، خاتم، گره چینی، پیکر تراشی و … رواج بسیار دارد مخصوصاً در شهرهای گلپایگان و آباده هنر مزبور رونق بیشتری دارد؛ در سال ۱۳۰۲ علی مختاری گلپایگانی بنا به پیشنهاد استاد کمال‌الملک از گلپایگان به تهران عزیمت و در بخش صنایع مستظرفه مدرسه دارالفنون، ضمن ریاست این بخش به تدریس شیوه‌های مختلف منبت کاری پرداخته‌است. همچنین در سال ۱۳۱۱ که حسب‌الامر رضا شاه به منظور متمرکز ساختن هنرهای ملی، «هنرستان صنایع قدیمه» تأسیس گردید، احمد امامی که از هنرمندان بنام و از استادان بزرگ منبت کاری به‌شمار می‌رفت و در شهر آباده سکنی داشت به منظور ایجاد کارگاه منبت کاری و تعلیم هنر جویان به تهران دعوت گردید. احمد امامی به همراهی فرزند خود، علی امامی (رئیس فعلی کارگاه منبت کاری) به تهران آمد و کارگاه منبت، به همت این استاد تأسیس گردید.
استاد امامی تا سال ۱۳۱۹ که در قید حیات بود خدمات ارزنده و شایان توجهی در جهت پیشرفت منبت و پرورش هنرمندان قابل و باذوقی در این زمینه انجام داد و آثار نفیس و زیبائی از خود باقی گذارد که فعلاً در موزه هنرهای ملی نگاهداری می‌شود.
بعد از در گذشت استاد احمد امامی، فرزند با ذوق و هنرمند او علی امامی ریاست کارگاه منبت کاری را عهده‌دار شد و به آموزش و پرورش هنرجویان و علاقمندان این هنر پرداخت.
علی امامی به سال ۱۲۹۱ در شهر آباده دیده به جهان گشود و بعد از طی دوران تحصیلی، با شوق و علاقه وافری که به هنر آباء و اجدادی خود نشان می‌داد، تحت نظر و تعلیم پدر هنرمند خویش، به آموختن اصول مقدماتی فن منبت کاری مشغول شد وبا استعداد قابل توجهی که داشت پدرش او را به همراهی خود به تهران آورد.
علی امامی از این پس به ادامه کوشش‌های هنری در کارگاه منبت اشتغال ورزید و بعد از مرگ پدر، از آنجا که استادی لایق و با کفایت به‌شمار می‌رفت در رأس این کارگاه، به تعلیم هنرجویان و خلق آثار زیبا و پر ارزش منبت پرداخت.

## آثار قابل توجه
از جمله آثار پرارزش و ممتازی که تحت نظر و هدایت آقای علی امامی به وسیله هنرمندان کارگاه منبت کاری هنرهای زیبای کشور ساخته شده و موجبات شناساندن بیشتر کشور ما را به جهانیان فراهم ساخته کارهای زیر را می‌توان نام برد:
- بوفه بزرگ هفده کشوئی منبت و معرق و مشبک کاری که در سال ۱۳۱۹ ساخته شده‌است. این اثر در زمان سلطنت رضا شاه، در نمایشگاه امتعه وطن، به معرض نمایش گذارده شد و از طرف نمایشگاه مزبور به اخذ مدال نائل گردید.
- کارگاه منبت کاری، در نمایشگاه دیگری که در سال ۱۳۲۵ از طرف وزارت فرهنگ در محل فعلی ساختمان مجلس سنا برگزار شده بود شرکت کرد و با نمایش آثار متعددی از معرق و منبت، مدال‌هایی ذیقیمتی دریافت کرد.
- میز گرد به وسعت یک متر و پنجاه سانت که سطح آن از طرح‌های شاه عباسی معرق و اطراف پایه‌های آن منبت کاری شده‌است. این میز بسیار نفیس در نمایشگاه سازمان صنایع کشور به معرض نمایش گذارده شد و مورد توجه و استقبال شرکت کنندگان در نمایشگاه مزبور قرار گرفت و مدال ممتاز نمایشگاه را کسب نمود. میز مزبور فعلاً در موزه هنرهای ملی نگاهداری می‌شود.
- میز مربع مستطیل به طول ۵ متر و به عرض یک متر و بیست سانت. کلیه سطح این میز از عاج و صدف و استخوان و چوب‌های گوناگون با رنگ‌های طبیعی معرق کاری شده و اطراف میز از چوب فوفل به‌طور برجسته ساخته شده‌است. پایهٔ این میز به سبک معماری است. میز مزبور در نمایشگاه جهانی بروکسل نمایش داده شد و مورد توجه و استقبال بینندگان و شرکت کنندگان واقع گردید و به اخذ مدال طلای «گراند پری» بزرگ‌ترین و ارزنده‌ترین جایزه نمایشگاه نائل گردید.

## مراکز مهم منبت کاری
هنر منبت کاری و کنده کاری چوب هم‌اکنون در بسیاری از شهرهای ایران رایج است ولی مهم‌ترین شهرهایی که از زمان‌های قدیم بدان می‌پرداخته‌اند شهر تاریخی تویسرکان و ملایر در استان همدان و گلپایگان در استان اصفهان و آباده در استان فارس است همچنین در شهر بوشهر و ارومیه نیز عده‌ای به منبت کاری اشتغال دارند و در دیگر نقاط کشور نیز به صورت پراکنده منبت کاری رایج است.
با دریافت گواهینامه سازمان بین‌المللی وایپو برای منبت آباده فارس با تلاش هنرمندان این شهر راه برای جهانی شدن شهر آباده به عنوان شهر جهانی منبت کوتاه شد.
بیشتر طراحان مبل و منبت در شهرهای قم، تهران و ملایر فعالیت می‌کنند. منبت ایرانی بیشتر برگرفته از تلفیق ذوق و سلیقه طراح و طبیعت و طرح‌های اسلیمی ایرانی است.
منبت اروپایی چند سبک کاری دارد که با توجه به عمق و حجم نام گذاری شده‌است. از مهم‌ترین سبک‌ها اورلیف و بارلیف می‌باشد. در سطح جهانی کشورهای ایران، مصر، ایتالیا، چین، روسیه و لهستان مهم‌ترین و زیباترین طرحها را اجرا می‌کنند. کشور ترکیه هم در سالهای اخیر پیشرفت بسیار زیادی در این زمینه کرده‌است و حجم صادرات مبلمان ترکیه بسیار بالاتر از کشور ایران است.
شهر ملایر به عنوان پایتخت جهانی منبت در سازمان میراث فرهنگی به ثبت رسیده و ثبت جهانی آن در آستانه اعلام است.

### ملایر
در ایران منبت کاری قدمتی چند هزار ساله دارد و روی دستهٔ شمشیرها، نیزه‌ها و سپرهای چوبی ارتشیان مادها و هخامنشیان توسط اهالی ملایر منبت‌کاری صورت می‌گرفته و پس از آن به در و پنجره و مبلمان امروزی تسری یافته‌است.منبت گل و مرغ ملایر به عنوان یکی از کهن‌ترین سبک‌های منبت ایران است.
ملایر از دیرباز مهد منبت ایران به‌شمار می‌رفته و در دوران حکومت زندیه و پیش از آن و قبل از رواج هر نوع مبلمان به شیوهٔ نوین اجداد و نیاکان ملایری‌ها روی در و پنجره‌های چوبی منازل و مساجد از منبت استفاده می‌کردند و طرح‌های زیبایی را با ابزار کاملاً ابتدایی آن دوران بر روی چوب پیاده می‌کردند و رفته رفته هنر خود را از در و پنجره به مبلمان منازل و سایر صنایع دستی منتقل کردند.
شهر ملایر در سال ۱۳۹۱ به عنوان شهر ملی منبت و پایتخت مبل و منبت ایران در لیست شهرهای صنایع‌دستی کشور ثبت شده‌است و جهانی شدن این هنر در دست بررسی می‌باشد. منبت ملایر بیشتر در عرصهٔ مبل است اما شهرهایی مانند گلپایگان و آباده در عرصهٔ تابلو، قاب و منبت‌های تزئینی دیگر فعالیت دارند. منبت گلپایگان نیز قدمتی حدود ۸۰۰ ساله دارد و هم‌اکنون هم استادهای ماهر در این شهر فعالیت می‌کنند.
استاد حسن ترک متولد جوکار (از توابع ملایر) معروف به حسنی، جوانی جسور و انسانی کامل و یک نجار زاده بود که در سال ۱۳۴۳ جهت تحقق خواسته‌های خود به تهران عزیمت و کار در یک کارگاه مبل سازی را آغاز کرد که برای مبل فروشان آن زمان تهران کلاف‌های مبل را با منبت انجام می‌دادند و در دههٔ چهل سه گروه معروف بازار مبل تهران را در دست داشتند. عدالت، فرد و گالیستان که رقیب هم بودند و دارای کارگاه رنگ و رویه کوبی بودند. در آن زمان مبل منبت یک کالای لوکس محسوب می‌شد که در کمتر منزلی مشاهده می‌شد.

### قم
شهر قم در سالهای گذشته بیش از ۳۰۰۰ منبت کار داشت اما اکنون با ورود دستگاه‌های cnc تعداد منبت کاران بسیار کاهش یافته‌است. اما طراحان و منبت کاران برجسته ای همچون استاد حسین صادقی، استاد علی منصوری، استاد محمد همتی، استاد حسین نیک‌پی، استاد محمود غلامرضایی، استاد مهدی احمدی، استاد هادی دلاوری، استاد بنی حسن، استاد حمیدآقا محمدی، استاد فرشاد قنبری، استاد علی رحیمی و دیگر استادان در این شهر فعالیت دارند.

### آباده
منبت از صنایع دستی مشهور «آباده» بوده و شهرتی جهانی دارد؛ به طوری که این شهر در سال ۹۵ گواهی ثبت نشان جغرافیایی ملی و بین‌المللی منبت آباده را دریافت کرد و فنون اجرای منبت آباده، در فهرست آثار ناملموس میراث فرهنگی ایران ثبت شد. آباده در سال ۹۷ به‌عنوان شهر جهانی در حوزه منبت‌کاری به فهرست میراث جهانی یونسکو اضافه شد. منبت آباده ۱۷ نشان ملی مرغوبیت صنایع‌دستی و پنج نشان زرین جشنواره فجر را دریافت کرده و ۱۵۰ کارگاه منبت فعال خانگی یا تجاری و ۵۰۰۰ هنرمند منبت‌کار دارد. برخی از کارگاه‌های منبت در این شهر به زنان اختصاص دارد و از این جهت عاملی برای اشتغال‌زایی زنان در آباده است. منبت‌کاری، کاربردهای مختلفی دارد و تنها به ساخت جعبه جواهرات، مجسمه، عصا و مانند آن محدود نمی‌شود. این هنر حتی در ساخت در و پنجره و مبلمان نیز کاربرد دارد. نمونه‌های نفیس و تاریخی قاشق‌های شربت‌خوری ساخت آباده، حتی تا موزه ویکتوریا و آلبرت انگلستان نیز راه یافته. احمد امامی؛ یکی از قدیمی‌ترین نام‌های شناخته شده این هنر، اهل آباده بود که شاهکار منبت‌کاری «کاخ مرمر» یادگار اوست. همچنین علی امامی و محمد طاهر امامی؛ فرزندان وی، از جمله بزرگ‌ترین استادکاران منبت بودند که خودشان و شاگردانشان در کارگاه‌های آن‌ها منبت آباده را در ایران و جهان گسترش دادند. برخی آثار این استادکاران مانند تابلوی برجسته معرق و منبت سیمرغ آشیانه، در موزه هنرهای ملی نگه‌داری می‌شود.

## ثبت در میراث فرهنگی یونسکو
منبت‌کاری به عنوان یکی از میراث‌های فرهنگی در ترکیه، در سال ۲۰۲۳ به عنوان یکی از میراث‌های فرهنگی جهان به ثبت رسید.